# بني علي (صعفان)

تعديل مصدري - تعديل

بني علي هي إحدى قرى عزلة مدول بمديرية صعفان التابعة لمحافظة صنعاء، بلغ تعداد سكانها 630 نسمة حسب تعداد اليمن لعام 2004.